# Gnadochaeta robusta
Gnadochaeta robusta är en tvåvingeart som först beskrevs av Daniel William Coquillett 1897.  Gnadochaeta robusta ingår i släktet Gnadochaeta och familjen parasitflugor.
Artens utbredningsområde är British Columbia. Inga underarter finns listade i Catalogue of Life.